# 阿拉蒙 (埃纳省)
阿拉蒙（法語：Haramont，法語發音：[aʁamɔ̃]）是法国上法蘭西大區埃纳省的一个市镇，属于苏瓦松区。

## 地理
阿拉蒙（49°16'41"N, 3°3'42"E）面积12.24 平方千米，位于法国上法蘭西大區埃纳省，该省份为法国北部内陆省份，北起北部省，西接索姆省和瓦兹省，东临阿登省和马恩省，西南至塞纳-马恩省，东北部与比利时接壤。
与阿拉蒙接壤的市镇（或旧市镇、城区）包括：欧通讷河畔拉尔尼、勒特伊、塔耶方丹、维维耶尔、瓦卢瓦地区博讷伊、埃梅维尔、莫里安瓦勒、韦村。

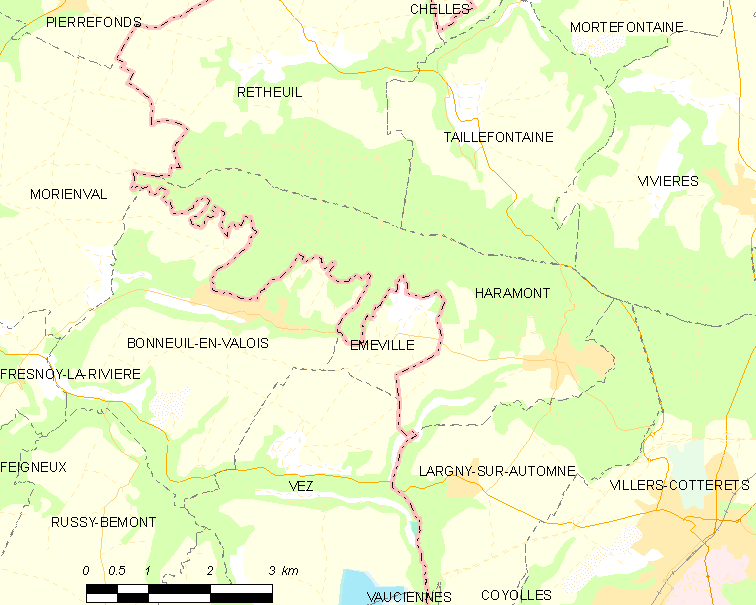
的OSM定位图

阿拉蒙的时区为UTC+01:00、UTC+02:00（夏令时）。

## 行政
阿拉蒙的邮政编码为02600，INSEE市镇编码为02368。

## 政治
阿拉蒙所属的省级选区为维莱科特雷县。

## 人口

1962-2008年间人口变化图示

阿拉蒙于2022年1月1日时的人口数量为558人。